# 야마시타 보물

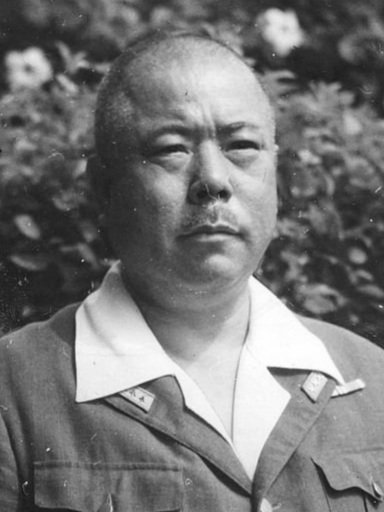
야마시타 도모유키(1945년)

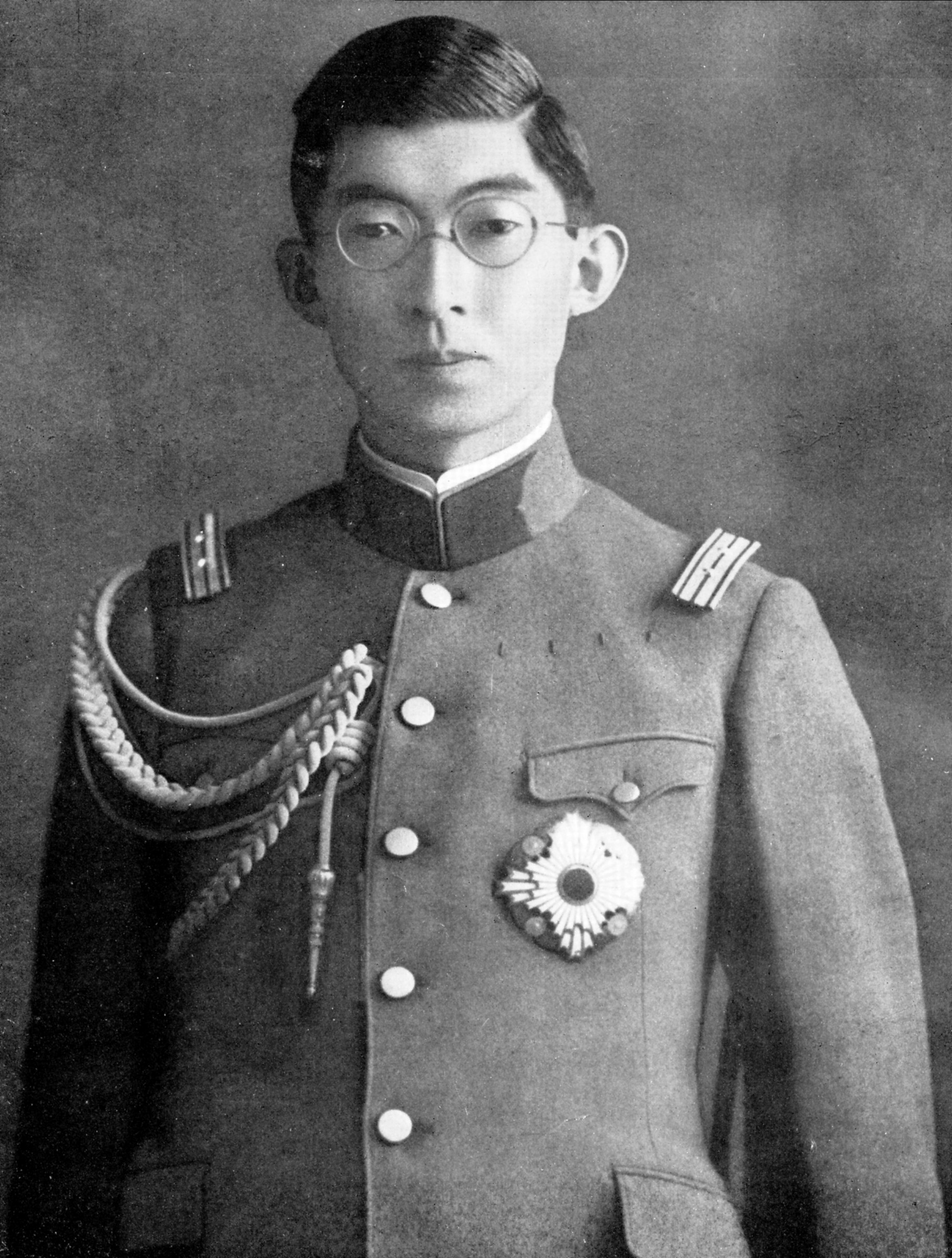
지치부노미야 야스히토 친왕

야마시타 보물(영어: Yamashita treasure, 일본어: 山下財宝 やましたざいほう[*], 타갈로그어: Kayamanan ni Yamashita) 또는 대중적인 명칭인 야마시타 골드(영어: Yamashita's gold, 타갈로그어: Ginto ni Yamashita)는 제2차 세계 대전 동안 일본군에 의해 동남아시아에서 약탈된 전리품들이 필리핀에서 일본군의 패전 직전에 동굴이나, 터널 그리고 지하 단지에 은닉된 보물을 일컫는 도시전설이다. ‘야마시타’라는 이름은 ‘말라야의 호랑이’라는 별명을 가지고 있었던 야마시타 도모유키 중장을 따서 지어진 이름이었다. 비록 필리핀의 모처에 은닉되어 있다는 설명이 50년동안 수 많은 보물사냥꾼들을 유혹하기는 했어도, 그 존재여부는 수 많은 전문가들에 의해 무시되고 있다. 그렇게 소문이 난 보물은 1988년 하와이주 법원에 제기된 필리핀인 보물사냥꾼 로젤리오 로하스와 필리핀 전 대통령 페르디난드 마르코스와의 사이에 복잡한 소송의 주제가 되어 왔다.

## 도시 전설
필리핀에서 일반적으로 전해지고 있는 도시전설은 다음과 같다. 제2차 세계 대전 태평양 전쟁 말기 일본군은 동남아(주로 버마)에서 징발한 금괴를 싱가포르에서 필리핀으로 중계하여 일본 본토에 해상을 통해 운송을 하려고 했다. 그러나 잠수함과 항공기에 의한 해상 수송로에 대한 공격이 심해졌기 때문에 일단 숨겨두었다가, 전쟁이 끝난 후 회수하려 했는데, 관계자인 야마시타 도모유키 등이 전범으로 처형되었기 때문에 금괴가 숨겨진 곳의 정보가 유실되었다. 또한 야마시타의 보물은 일본이 19세기부터 1945년까지 걸쳐 세계 각지에서 약탈한 보물의 일부라고 주장하는 사람들도 있으며, 이 이야기는 아시아의 근현대사를 배경으로 한 작품으로 유명 작가인 스털링 시그레이브가 쓴 《야마토 왕조》(The Yamato Dynasty: The Secret History of Japan's Imperial Family, 2000) 또는 《황금전사》(Gold Warriors:America's Secret Recovery of Yamashita's Gold, 2003)로 널리 알려지게 된 소설이다.
“금 백합”("Golden Lily")이라는 가상의 보물을 둘러싼 이야기에서 종전까지 그 일부가 지치부노미야 야스히토의 감독 하에 필리핀에 흩어져 숨겨졌기 때문에 일부가 지금도 필리핀에 남겨진 채로 있다고 하는 내용이었지만, 허실이 섞인 시그레이브의 교묘한 줄거리로 인해 진짜 이야기라고 믿는 사람들이 속출했다.
실제로 1942년 미군에게 항복할 때 정글에 대량으로 은닉된 니켈과 또한 필리핀에 정착 한 일본인이 인양 시 묻은 재산 등을 실제로 찾을 수도 있었고, 이러한 전설이 진실성을 가졌다는 설도 있다.

## 이멜다 마르코스
1992년, 부정 축재 혐의로 기소된 페르디난드 마르코스 전 대통령 부인 이멜다 마르코스는 남편이 야마시타의 보물을 발굴해 재산을 모았다고 주장했다. 그녀에 따르면, 1945년에 결혼 전 페르디난드는 금의 일부를 팔기 위해 미국으로 건너가, 1960년대에서 1970년대까지의 경제난에 국가를 돕기 위해 금 판매 이익을 국비로 투입했다. 또한 남편이 나머지 돈을 루손섬 북쪽 그들의 집의 벽을 포함한 여러 곳에 숨겼다고 말했다. 이에 대해 필리핀 정부는 부정도 긍정도 하지 않았다.

## 보물 소유자
보물 찾기를 둘러싼 문제가 빈발했기 때문에 2007년부터 필리핀 정부는 야마시타 보물 찾기의 규제를 강화했다. 당시까지 신고제에서 허가제로 변경하고 환경 천연 자원부에 10,000 페소의 수수료를 지불하고 자격을 얻도록 했다. 동시에 보물이 발견된 경우의 조치에 대해서도 다음과 같이 권리 배분에 동의를 받았다.
- 문화 유산으로 판단된 경우 → 국가에서 모두 몰수
- 공유지에서 발견된 경우 → 정부가 75%, 발굴자가 25%
- 사유지에서 발견된 경우 → 정부가 30%, 발굴자와 지주가 70%

허가의 대상이 되는 필리핀 국민 또는 자금 보증이 있는 단체 (외국인도 가능)에서 발굴을 할 때는 지주 등의 사전 허가와 토지 보전을 위한 보증금의 공탁 의무도 생겼다. 유효 기간은 1년이지만, 신청하면 1년 연장도 가능하다.

## 대중 문화
픽션으로는 게임 《메달 오브 아너 : 라이징 선》(Medal of Honor: Rising Sun)과 닐 스티븐스의 소설 《크리프트노미콘》(Cryptonomicon), 클라이브 커슬러의 소설 《드래곤》(Dragon)의 무대가 되고 있지 않다

## 같이 보기
- 로헬리오 로하스
- 빅버드 작전(영어판)
- 블랙 이글 트러스트(Black Eagle Trust)
- 요츠야 펀드(Yotsuya Fund, 四谷資金)
- 키넌 펀드(Keenan Fund)
  - 조지프 베리 키넌
- M 펀드(M Fund, ja:M資金)
  - 월리엄 마컷(영어판)